# Sidney Jézéquel
Sidney Jézéquel est un réalisateur français né le 23 mai 1931 à Saint-Palais-sur-Mer.

## Biographie
Après des études de philosophie, Sidney Jézéquel, fils de l'écrivain Roger Breuil, suit les cours de l'IDHEC pendant quelques mois en 1951. Il collabore avec Roger Leenhardt et réalise seul de nombreux courts métrages à partir de 1958.

## Filmographie (partielle)
- 1957 : Paris et le désert français (coréalisateur : Roger Leenhardt)
- 1957 : Bâtir à notre âge (coréalisateur : Roger Leenhardt)
- 1957 : En plein Midi (coréalisateur : Roger Leenhardt)
- 1958 : A Dieu seul la gloire
- 1959 : Un bon compte
- 1959 : Voyage au centre de l'atome
- 1959 : La Route de France
- 1961 : Traversée de la France
- 1961 : Prairie sur la mer
- 1961 : La neige est noire
- 1970 : Douze mois en France
- 1970 : Gargamelle
- 1973 : La Capricieuse